# نادي دسوق
نادي دسوق الرياضي، هو نادي كرة قدم مصري، مقره مدينة دسوق بشمال مصر، تأسس عام 1966 في عهد الرئيس جمال عبد الناصر، يلعب النادي بدوري الدرجة الثالثة بعد هبوط مستواه مؤخراً بعدما كان يلعب بدوري الدرجة الأولى.

## الجهاز الفني
يتكون الجهاز الفني الحالي للفريق الأول لكرة القدم بنادي دسوق الرياضي من:
- محمود خضر: مدير فني.
- شريف النجار: مدرب عام.
- عبد المعطي الجزار: مدرب أحمال.
- أشرف الشكلي: مدرب حراس.
- محمد جمال: طبيب الفريق.
- محمد عصام: إداري الفريق.

## معرض الصور

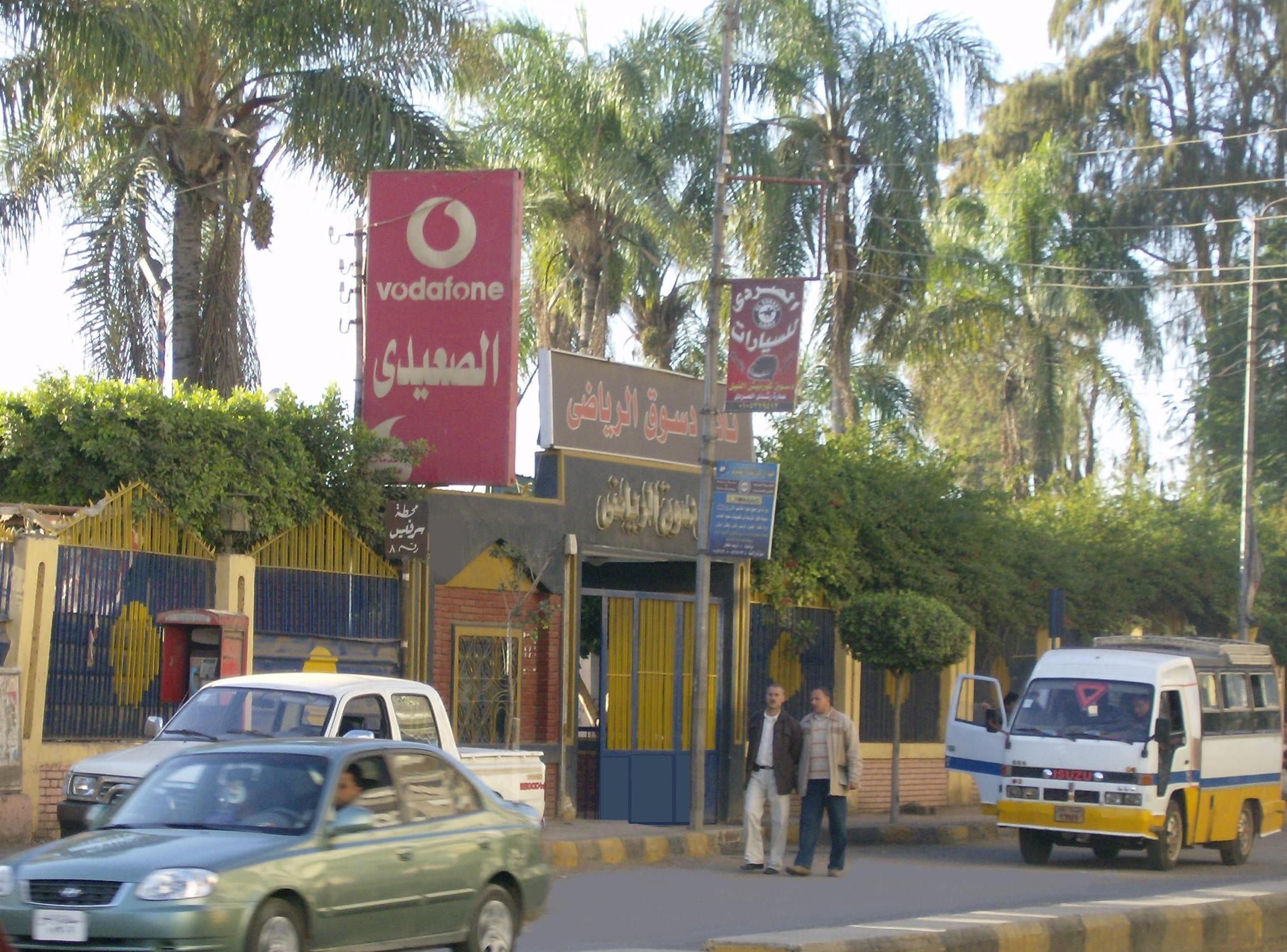
صورة لمقر النادي بمدينة دسوق.
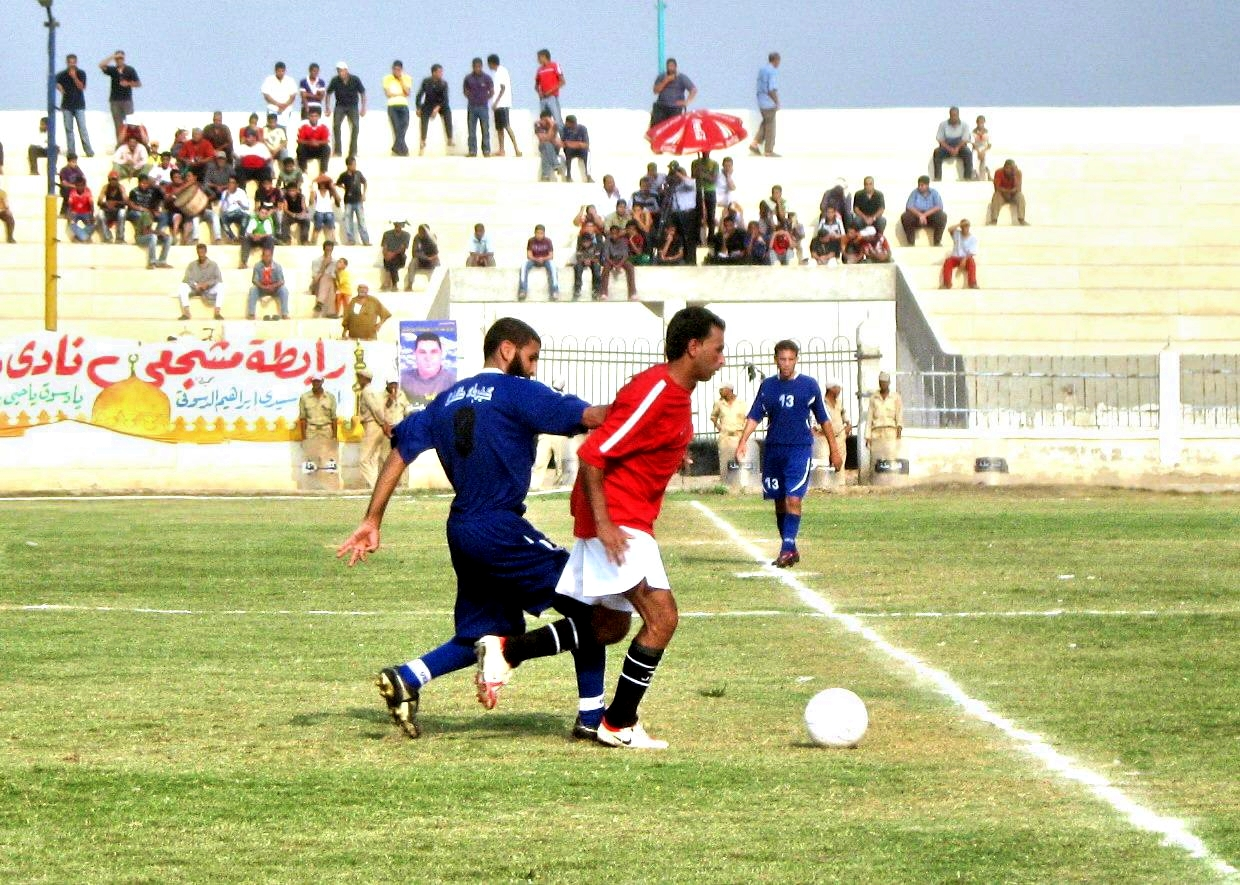
مباراة لنادي دسوق (الأحمر) مع نادي كهرباء طلخا (الأزرق) في 2009.